# Офлоксацин
Офлоксацин — антибактериальное средство группы фторхинолонов II поколения. Кристаллический порошок слегка желтоватого цвета, без запаха, горького вкуса. Малорастворим в воде и спирте.
Офлоксацин является рацемической смесью L- и D- энантиомеров, антибактериальная активность обуславливается L-энантиомером — левофлоксацином, таким образом антибактериальная активность офлоксацина вдвое меньше, чем у левофлоксацина.
Запатентован в 1982 году, продавался в США под названием «Floxin». Ввиду истечения срока действия патента и переход в категорию дженериков действие бренда «Floxin» в США прекращено в 2009 году.
Как и другие хинолоны, Офлоксацин может вызвать серьёзные побочные эффекты, в частности, повреждение сухожилий и психические расстройства.

## Фармакологические свойства

### Фармакодинамика
Противомикробное средство широкого спектра действия из группы фторхинолонов, оказывает бактерицидный эффект. Действует на бактериальный фермент ДНК-гиразу, обеспечивающую сверхспирализацию и, таким образом, стабильность ДНК бактерий (дестабилизация цепей ДНК приводит к гибели микроорганизмов).
Активен в отношении микроорганизмов, продуцирующих бета-лактамазы и быстрорастущих атипичных микобактерий.
Чувствительны к офлоксацину:
Staphylococcus aureus,
Staphylococcus epidermidis,
Neisseria gonorrhoeae,
Neisseria meningitidis,
Neisseria flavescens,
Escherichia coli,
Citrobacter,
Klebsiella spp. (включая Klebsiella pneumonia),
Enterobacter spp.,
Hafnia,
Proteus spp. (включая Proteus mirabilis, Proteus vulgaris — индол-положительные и индол-отрицательные),
Salmonella spp.,
Shigella spp. (включая Shigella sonnei),
Yersinia enterocolitica,
Campilobacter jejuni,
Aeromonas hydrophila,
Plesiomonas aeruginosa,
Vibrio cholerae,
Vibrio parahaemolyticus,
Haemophilus influenzae,
Chlamydia spp.,
Legionella spp.,
Serratia spp.,
Providencia spp.,
Haemophilis ducreyi,
Bordetella parapertussis,
Bordetella pertussis,
Moraxella catarrhalis,
Propionibacterium acnes,
Staphylococcus spp.,
Brucella spp.
Различной чувствительностью к препарату обладают:
Enterococcus faecalis,
Streptococcus pyogenes, pneumoniae и viridans,
Serratio marcescens,
Pseudomonas aeruginosa,
Acinetobacter,
Mycoplasma hominis и pneumoniae,
Mycobacterium tuberculosis,
а также
Mycobacterium fortuim,
Ureaplasma urealyticum,
Clostridium perfringens,
Corynebacterium spp.,
Helicobacter pilori,
Listeria monocytogenes,
Gardnerella vaginalis.
В большинстве случаев нечувствительны:
Nocardia asteroides,
анаэробные бактерии (например,
Bacteroides spp.,
Peptococcus spp.,
Peptostreptococcus spp.,
Eubacterium spp.,
Fusobacterium spp.,
Clostridium difficile).
Не действует на Treponema pallidum.

### Фармакокинетика
Хорошо всасывается в желудочно-кишечном тракте (абсорбция — 95 %). Пища может замедлять всасывание, но не оказывает существенного влияния на биодоступность. Биодоступность — свыше 96 %. Связь с белками плазмы — 25 %.
Время достижения максимальной концентрации (Cmax) при пероральном приёме — 1—2 ч, Cmax после приёма в дозе 100 мг, 300 мг 600 мг составляет 1, 3, 4 и 6,9 мг/л и зависит от дозы: после однократного приёма 200 мг и 400 мг она составляет 2,5 мкг/мл и 5 мкг/мл, соответственно.
Кажущийся объём распределения — 100 л. Распределение: клетки (лейкоциты, альвеолярные макрофаги), кожа, мягкие ткани, кости, органы брюшной полости и малого таза, дыхательная система, моча, слюна, жёлчь, секрет предстательной железы, хорошо проникает через гематоэнцефалический барьер (ГЭБ), плацентарный барьер, секретируется с материнским молоком. Проникает в спинномозговую жидкость (СМЖ) при воспалённых и невоспалённых мозговых оболочках (14—60 %).
Метаболизируется в печени (около 5 %) с образованием N-оксид офлоксацина и диметилофлоксацина. Период полувыведения (Т1/2) — 4,5—7 ч (независимо от дозы). Выводится из организма преимущественно почками — 75—90 % (в неизменённом виде), около 4 % — с фекалиями. Внепочечный клиренс — менее 20 %. После однократного применения в дозе 200 мг в моче обнаруживается в течение 20—24 ч. При почечной или печёночной недостаточности выведение может замедляться. Не кумулирует.

## Показания к применению
Инфекционно-воспалительные заболевания, вызванные чувствительными к препарату микроорганизмами:
- инфекции дыхательных путей (бронхит, пневмония);
- инфекции ЛОР-органов (синусит, фарингит, средний отит, ларингит, трахеит);
- инфекционно-воспалительные заболевания брюшной полости и желчевыводящих путей (за исключением бактериального энтерита);
- инфекции почек (пиелонефрит), мочевыводящих путей (цистит, уретрит), органов малого таза (эндометрит, сальпингит, оофорит, цервицит, параметрит, простатит), половых органов (кольпит, орхит, эпидидимит), гонорея, хламидиоз;
- менингит, септицемия (только для внутривенного введения);
- профилактика инфекций у больных с нарушением иммунного статуса (в том числе при нейтропении);
- инфекционно-воспалительные заболевания кожи, мягких тканей, костей, суставов.

## Противопоказания
Гиперчувствительность к компонентам препарата, дефицит глюкозо-6-фосфатдегидрогеназы, эпилепсия (в том числе в анамнезе), снижение судорожного порога (в том числе после черепно-мозговой травмы, инсульта или воспалительных процессов в центральной нервной системе); возраст до 18 лет , беременность, период лактации.
Применяют с осторожностью при атеросклерозе сосудов головного мозга, нарушениях мозгового кровообращения (в анамнезе), хронической почечной недостаточности, органических поражениях центральной нервной системы.

## Способ применения и дозы
Дозы подбираются индивидуально в зависимости от локализации и тяжести течения инфекции, а также чувствительности микроорганизмов, общего состояния больного и функции печени и почек.
Назначают внутрь: взрослым — по 200—400 мг в сутки, курс лечения — 7—10 дней, кратность применения — 2 раза в день. Дозу до 400 мг в сутки можно назначать в 1 приём, предпочтительно утром. Суточная доза — 200—800 мг. При гонорее назначают 400 мг однократно.
При нарушении функции печени максимальная суточная доза — 400 мг. При нарушении функции почек доза зависит от клиренса креатинина (КК): при КК 50—20 мл/мин — 200 мг/сут (в 2 приёма или 1 раз в сутки); при КК менее 20 мл/мин — 200 мг каждые 48 ч.
При гемодиализе и перитонеальном диализе — по 100 мг каждые 24 ч.
Таблетки принимают целиком, запивая водой до или во время еды. Длительность курса лечения определяется чувствительностью возбудителя и клинической картиной; лечение следует продолжать ещё минимум 3 дня после исчезновения симптомов заболевания и полной нормализации температуры. При лечении сальмонеллёзов курс лечения — 7—8 дней, при неосложнённых инфекциях нижних мочевыводящих путей курс лечения — 3—5 дней.
Передозировка
Симптомы: головокружение, спутанность сознания, заторможенность, дезориентация, сонливость, рвота. Лечение: промывание желудка, симптоматическая терапия.

## Побочные эффекты
Со стороны пищеварительной системы: гастралгия, анорексия, тошнота, рвота, диарея, метеоризм, абдоминальные боли, повышение активности «печёночных» трансаминаз, гипербилирубинемия, холестатическая желтуха, псевдомембранозный энтероколит.
Со стороны нервной системы: головная боль, головокружение, неуверенность движений, тремор, судороги, онемение и парестезии конечностей, интенсивные сновидения, «кошмарные» сновидения, психотические реакции, тревожность, состояние возбуждения, фобии, депрессия, спутанность сознания, галлюцинации, повышение внутричерепного давления.
Со стороны опорно-двигательного аппарата: тендинит, миалгии, артралгии, тендосиновит, разрыв сухожилия.
Со стороны органов чувств: нарушение цветового видения, диплопия, нарушения вкуса, обоняния, слуха и равновесия.
Со стороны сердечно-сосудистой системы: тахикардия, снижение артериального давления (при внутривенном введении; при резком снижении артериального давления введение прекращают), васкулит, коллапс.
Со стороны кожных покровов: точечные кровоизлияния (петехии), буллёзный геморрагический дерматит, папулёзная сыпь с коркой, свидетельствующие о поражении сосудов (васкулит).
Со стороны органов кроветворения: лейкопения, агранулоцитоз, анемия, тромбоцитопения, панцитопения, гемолитическая и апластическая анемия.
Со стороны мочевыделительной системы: острый интерстициальный нефрит, нарушение функции почек, гиперкреатининемия, повышение содержания мочевины.
Аллергические реакции: кожная сыпь, зуд, крапивница, аллергический пневмонит, аллергический нефрит, эозинофилия, лихорадка, отёк Квинке, бронхоспазм, многоформная экссудативная эритема (в том числе синдром Стивенса—Джонсона и синдром Лайелла), фотосенсибилизация, полиформная эритема, васкулит, редко — анафилактический шок.
Прочие: дисбактериоз кишечника, суперинфекция, гипогликемия (у больных сахарным диабетом), вагинит.

## Взаимодействие с другими лекарственными средствами
Совместим со следующими инфузионными растворами: изотоническим раствором натрия хлорида, раствором Рингера, 5 % раствором фруктозы, 5 % раствором декстрозы.
Не смешивать с гепарином (риск преципитации).
Пищевые продукты, антациды, содержащие алюминий Al3+, кальций Ca2+, магний Mg2+ или соли железа, снижают всасывание офлоксацина, образуя нерастворимые комплексы (интервал времени между назначением этих препаратов должен быть не менее 2 ч).
При одновременном применении офлоксацина с теофиллином, следует уменьшать дозу последнего (так как офлоксацин снижает клиренс теофиллина на 25 %).
Циметидин, фуросемид, метотрексат и препараты, блокирующие канальцевую секрецию — повышают концентрацию офлоксацина в плазме крови.
При совместном применении с глибенкламидом необходимо контролировать уровень гликемии, так как офлоксацин увеличивает концентрацию глибенкламида в плазме крови.
При одновременном приёме с антагонистами витамина K необходимо осуществлять контроль свёртывающей системы крови.
При назначении с нестероидными противовоспалительными препаратами (НПВП), производными нитроимидазола и метилксантинов повышается риск развития нейротоксических эффектов.
При одновременном назначении с глюкокортикостероидами (ГКС) повышается риск разрыва сухожилий, особенно у пожилых людей.
При назначении с препаратами, ощелачивающими мочу (ингибиторы карбоангидразы, цитраты, натрия бикарбонат), увеличивается риск кристаллурии и нефротоксических эффектов.

## Особые указания
Офлоксацин не является препаратом выбора при пневмонии, вызываемой пневмококками; не показан при лечении острого тонзиллита.
Не рекомендуется применять более 2 мес. и подвергаться воздействию солнечных лучей, облучению УФ лучами (ртутно-кварцевые лампы, солярий).
В случае возникновения побочных эффектов со стороны ЦНС, аллергических реакций, псевдомембранозного колита необходима отмена препарата. При псевдомембранозном колите, подтверждённом колоноскопически и/или гистологически, показано пероральное назначение ванкомицина и метронидазола.
Редко возникающий тендинит может приводит к разрыву сухожилий (преимущественно ахиллово сухожилие), особенно у пожилых пациентов. В случае возникновения признаков тендинита, необходимо немедленно прекратить лечение, произвести иммобилизацию ахиллова сухожилия и проконсультироваться у ортопеда.
В период лечения необходимо воздержаться от вождения автотранспорта и занятий потенциально опасными видами деятельности, требующими повышенной концентрации внимания и быстроты психомоторных реакций, нельзя употреблять этанол.
При применении препарата женщинам не рекомендуется использовать тампоны типа «Tampax», в связи с повышенным риском развития молочницы.
На фоне лечения возможно ухудшение течения миастении, учащение приступов порфирии у предрасположенных больных.
Может приводить к ложноотрицательным результатам при бактериологической диагностике туберкулёза (препятствует выделению Mycobacterium tuberculosis).
У больных с нарушениями функции печени или почек необходим контроль концентрации офлоксацина в плазме. При тяжёлой почечной и печёночной недостаточности повышается риск развития токсических эффектов (требуется коррекция дозы).
У детей применяется только при угрозе жизни, с учётом предполагаемой пользы и потенциального риска развития побочных эффектов, когда невозможно применить др., менее токсичные препараты. Средняя суточная доза в этом случае — 7,5 мг/кг, максимальная — 15 мг/кг.

## Условия хранения
Список Б. В сухом, защищённом от света, недоступном для детей месте, при температуре не выше 25 °C.

## Торговые марки
Офлоксацин выпускается под названием Флоксал (мазь глазная и капли глазные) фармацевтической компанией Германии Dr. Gerhard Mann Chem.-Pharm. Fabrik GmbH, являющегося владельцем Optal. Также выпускается в виде глазных капель фармацевтической компанией BAUSCH+LOMB под названием Trafloxal EDO. 